# Heterololigo bleekeri
Heterololigo bleekeri is een inktvissensoort uit de familie van de Loliginidae. De wetenschappelijke naam van de soort werd voor het eerst geldig gepubliceerd in 1866 door Keferstein als Loligo bleekeri.